# 115561 Frankherbert
115561 Frankherbert è un asteroide della fascia principale. Scoperto nel 2003, presenta un'orbita caratterizzata da un semiasse maggiore pari a 3,0335325 UA e da un'eccentricità di 0,1018161, inclinata di 11,95620° rispetto all'eclittica.
L'asteroide è dedicato allo scrittore statunitense Frank Patrick Herbert.